# Rhinatrema bivittatum
Espèce
Synonymes
- Caecilia bivittata Guérin-Méneville, 1838

Statut de conservation UICN

 LC  : Préoccupation mineure
Rhinatrema bivittatum est une espèce de gymnophiones de la famille des Rhinatrematidae.

## Répartition
Cette espèce se rencontre au Guyana, au Suriname, en Guyane et en Amapá au Brésil.

## Description
La longueur de cette espèce varie de 127 à 219 mm. Elle est apode et sa colonne vertébrale est composée de 88 à 99 vertèbres.

## Publication originale
- Guérin-Méneville, 1838 : Iconographie du Règne animal de G. Cuvier. vol. 3, p. 1-64.